# ロマンスをもう一度
「ロマンスをもう一度」（ロマンスをもういちど）は、小田急ロマンスカーのコマーシャルソング。作詞は上野泰明、作曲は葛谷葉子による。2007年7月6日にADKボーイズから発売。

## 楽曲紹介
2002年より、かつての「小田急ピポーの電車」と同様、小田急ロマンスカーのCMソングとして使用されている。
ロマンスカー車両では、2005年登場の50000形「VSE」、2018年登場の70000形「GSE」にて、車内チャイムに同曲が使用されている（両車両で音程が異なる）。また、芦ノ湖で運航されている小田急箱根の「箱根海賊船」では、桟橋到着前に船内放送で同曲のオルゴールアレンジが流れる。

## 歴代アーティスト
- 葛谷葉子（2002年夏 - 2003年春、2007年夏 - 2008年春）
- 畠山美由紀（2003年秋 - 2004年冬）
- kazami（2005年春 - 2006年春）
- アン・サリー（2006年春 - 2007年春）
- おおはた雄一（2008年夏 ）
- 青葉市子（2018年 - ）

## CD
キャンペーンのプレゼント用として、葛谷や畠山の歌うショートバージョンが収録された非売品CDが数回制作されたが、永らく一般発売はなかった。
小田急ロマンスカーCMソングプレゼント
収録曲は次の通り。
1. ロマンスをもう一度 [4:47] / 葛谷葉子
2. ロマンスをもう一度 (Instrumental Version) [4:44]

小田急ロマンスカーVSE1周年記念 2000名様プレゼント
収録曲は次の通り。
1. ロマンスをもう一度 (2002年夏 CM Version) [1:20] / 葛谷葉子
2. ロマンスをもう一度 (2007年夏 CM Version) [1:33] / 畠山美由紀
3. ロマンスをもう一度 (オルゴールバージョン) [1:19]
4. ロマンスをもう一度 (アコースティックバージョン) [4:44]

初代ロマンスカー、3000形「SE」のデビューから丁度50年を迎えた2007年7月6日に葛谷が歌うバージョンがCD化され、小田急のグッズショップ「TRAINS」・小田急百貨店・駅の売店・小田急グループのホテルなどで限定発売された（発売元：株式会社ADKボーイズ、特別協力：小田急電鉄株式会社）。収録曲は次の通り。
1. ロマンスをもう一度
2. ロマンスをもう一度 (A Cappella)
3. ロマンスをもう一度 (Instrumental)

他、現在一般CD店ルートで入手できる下記の商品に収録されている。
- 葛谷歌唱
  - 『鉄歌〜鉄道会社の歌』（キングレコード　KICS-1497　2009年10月7日発売）
  - 『image 10 emotional＆relaxing』（ソニー・ミュージックジャパンインターナショナル　SICC-20121　2010年1月27日発売）
  - 『GOLDEN☆BEST 葛谷葉子』（ソニー・ミュージックダイレクト　MHCL-1841　2010年12月22日発売）
- 畠山歌唱
  - 『CHRONICLE　2001‐2009』（rhythm zone　RZCD-46218　2009年6月24日発売）

### 配信
2018年2月現在、畠山版・Yae版・華風月版がそれぞれiTunes storeにて配信されている。